# Marina Pinnacle
De Marina Pinnacle is een 77 etages hoge wolkenkrabber in Dubai, Verenigde Arabische Emiraten, in de nieuwe wijk Dubai Marina. De bouw van de woontoren werd gestart in 2005 en is in 2011 voltooid. De projectontwikkelaars waren Emaar en Tiger Real Estate.

## Ontwerp
De Marina Pinnacle is 280 meter hoog. Naast 10 liften met een topsnelheid van 6 m/s, waarvan 2 toegewijd zijn aan exclusieve verdiepingen, bevat het gebouw ook 2 goederenliften. Het zal 748 woningen bevatten, verspreid over 61 van de 73 verdiepingen. De Marina Pinnacle is in moderne stijl ontworpen en bevat onder andere de volgende faciliteiten:
- Binnen- en buitenzwembad.
- Sauna.
- Plek voor tafeltennis.
- Zakenclub.[2]